# HMS Bristol (1775)
HMS Bristol (1775) — 50-пушечный корабль 4 ранга Королевского флота. Третий корабль, названный в честь города Бристоль.
Спущен на воду в 1775 году.
Во время американской войны за независимость был флагманом сэра Питера Паркера при атаке на остров Салливан (под Чарльстоном) 28 июня 1776 года; сильно поврежден во время боя.
В октябре 1780 попал в ураган в Вест-Индии, потерял все мачты.
В конце войны служил на Ямайке.
1782 — капитан Джеймс Берни. Конвой в Ост-Индию.
19 апреля 1783, вскоре по прибытии на рейд Мадраса, первый лейтенант Bristol, Николас Томлинсон (англ. Nicholas Tomlinson) получил приказ взять шлюпки и идти на помощь в тушении пожара на ост-индском корабле Duke Of Athol. Во время тушения Duke Of Athol взорвался; погибли почти 200 человек, в том числе 19 с Bristol. Томлинсон получил «тяжелую контузию груди и левого бока, а все его тело — сильный шок».
1783 — сражался при Куддалоре.
1800 — лейтенант Томас Хатчинсон (англ. Thomas Hutchinson).
1805 — в резерве в реке Медвей.
1807 — лейтенант Джозеф Коксвелл (англ. Joseph Coxwell), Чатем.
1808 — лейтенант Ричард Симмонс (англ. Richard Simmons), Чатем.
После 1794 использовался в качестве плавучей тюрьмы в Чатеме.
Отправлен на слом в 1810 году.